# Kleine Ohe (Gaißa)
Die Kleine Ohe ist ein zusammen mit ihrem eigenen Oberlauf Edtbach fast 17 Kilometer langer Bach im Bayerischen Wald und der linke und nordöstliche Oberlauf der Gaißa.

## Name
Vom Mittelalter bis ins 16. Jahrhundert wurde die Kleine Ohe als „Fikknah“ oder „Ficknpach“ bezeichnet.

## Geographie

### Verlauf
Die Kleine Ohe entsteht am Abfluss des von ihrem Oberlauf Edtbach gespeisten Dreiburgensee, durchfließt danach das Museumsdorf Bayerischer Wald sowie weiter abwärts den Kollnbergmühlweiher. Sie bildet teilweise die Grenze zwischen der Gemeinde Tittling und Thurmansbang, Tittling und Fürstenstein, sowie Fürstenstein und Eging am See. Bei Aicha vorm Wald vereint sie sich mit der von rechts und Norden kommenden Großen Ohe zur Gaißa.

### Zuflüsse und Seen
Hierarchische Liste der Zuflüsse und  Seen von der Quelle zur Mündung. Mit Gewässerlänge, Seefläche und Einzugsgebiet und Höhe. Andere Quellen für die Angaben sind vermerkt.
Ursprung der Kleinen Ohe am Seeauslfuss bei der Rothaumühle.
- Entfließt dem Dreiburgensee oder Rothausee auf 434 m ü. NHN[BA 3] bei der Rothaumühle, etwa 8 ha.[7]
  - Edtbach, Oberlauf, insgesamt von Nordosten bis zum Dreiburgensee, ca. 4,1 km[BA 4] und ca. 4,8 km².[BA 5] Entsteht auf etwa 486 m ü. NHN östlich von Stützersdorf.
    - Langbach, von links und Norden auf etwa 439 m ü. NHN bei Unteröd, 3,4 km und 3,0 km². Entsteht auf etwa 542 m ü. NHN westlich der Rodungsinsel von Spitzingerreuth.
- Rothau, von links und Ostnordosten auf etwa 428 m ü. NHN im Museumsdorf am Dreiburgensee, 2,2 km und 3,3 km². Entsteht auf etwa 476 m ü. NHN an einer Siedlung zwischen Stützersdorf und Hörmannsdorf.
  - Hörmannsdorfer Bach, von links und Südosten gegenüber dem Granitbrich von Rothau
  - Rabersbach, von links und Ostsüdosten auf etwa 434 m ü. NHN nach Rothau, 1,5 km und 1,2 km².
- Lohstampfbach, von rechts und Nordnordwesten auf etwa 422 m ü. NHN nach Loderhof, 4,1 km und 6,2 km². Entsteht auf etwa 522 m ü. NHN ostsüdöstlich von Maria-Rast-Kapelle im Wald.
  -  Durchfließt bald auf etwa 475 m ü. NHN den Buchwiesweiher, ca. 0,6 ha.
- Rohrdoblgraben, von rechts und Westnordwesten auf etwa 420 m ü. NHN vor der Kollnbergmühl, 2,8 km und 1,8 km². Entsteht auf etwa 506 m ü. NHN nordwestlich von Rabenstein.
- Rohrwiesbach, von recht und Nordwesten auf etwa 356 m ü. NHN bei Kollmering, 1,7 km und 2,6 km². Entsteht auf etwa 392 m ü. NHN nordöstlich von Neuloipfering.
- Reßbach, von rechts und Westen auf etwa 353 m ü. NHN nahe Wollmering, 1,7 km und 1,1 km². Entsteht auf etwa 386 m ü. NHN westlich von Wollmering.
- Haarhausbach, von links und Nordosten auf etwa 352 m ü. NHN, 1,1 km und 0,6 km². Entsteht auf etwa 395 m ü. NHN mitten im Großholz.
- Doblingbach, von links und Osten auf etwa 355 m ü. NHN vor Bruck, ca. 1,1 km[BA 6] und über 0,3 km².[BA 7] Entsteht auf etwa 408 m ü. NHN westsüdwestlich von Renholding.
- Bärnbach, von links und Osten auf etwa 350 m ü. NHN am Gewerbegebiet nach Bruck, 1,3 km und 0,8 km². Entsteht auf etwa 397 m ü. NHN südwestlich von Renholding.

Zusammenfluss der Kleinen Ohe mit der von Westen kommenden Großen Ohe zur Gaißa auf etwa 347 m ü. NHN bei Aicha vorm Wald. Die Kleine Ohe ist zusammen mit ihrem Oberlauf Edtbach 16,7 km lang und hat ein 40,3 km² großes Einzugsgebiet.

## Fauna
In der Kleinen Ohe gibt es Flussperlmuscheln, die ein Projekt zu retten versucht. Im Fluss wurden auch Edelkrebse gefunden.

### BayernAtlas („BA“)
Amtliche Online-Gewässerkarte mit passendem Ausschnitt und den hier benutzten Layern: Lauf und Einzugsgebiet der Kleinen Ohe

Allgemeiner Einstieg ohne Voreinstellungen und Layer: BayernAtlas der Bayerischen Staatsregierung (Hinweise)
1. 1 2  Höhe abgefragt auf dem Hintergrundlayer Amtliche Karte (Rechtsklick).
2. ↑  Seefläche abgemessen auf dem Hintergrundlayer Amtliche Karte.
3. ↑  Höhe nach blauer Beschriftung auf dem Hintergrundlayer Amtliche Karte.
4. ↑  Länge nach: Verzeichnis der Bach- und Flussgebiete in Bayern – Flussgebiet Isar bis Inn, Seite 93 des Bayerischen Landesamtes für Umwelt, Stand 2016 (PDF; 3,3 MB) (Seitenzahl kann sich ändern.), korrigiert um das Laufstück vom See bis zur Rothau, das auf dem Hintergrundlayer Amtliche Karteabgemessen wurde.
5. ↑  Länge nach: Verzeichnis der Bach- und Flussgebiete in Bayern – Flussgebiet Isar bis Inn, Seite 93 des Bayerischen Landesamtes für Umwelt, Stand 2016 (PDF; 3,3 MB) (Seitenzahl kann sich ändern.), korrigiert um das Einzugsgebietfragment vom See bis zur Rothau, das auf dem Hintergrundlayer Amtliche Karteabgemessen wurde.
6. ↑  Länge abgemessen auf dem Hintergrundlayer Amtliche Karte.
7. ↑  Einzugsgebiet abgemessen auf dem Hintergrundlayer Amtliche Karte.

### Sonstige
1. ↑  Willi Czajka, Hans-Jürgen Klink: Geographische Landesaufnahme: Die naturräumlichen Einheiten auf Blatt 174 Straubing. Bundesanstalt für Landeskunde, Bad Godesberg 1967. → Online-Karte (PDF; 4,3 MB)
2. ↑  Udo Bodemüller: Geographische Landesaufnahme: Die naturräumlichen Einheiten auf Blatt 175 Passau. Bundesanstalt für Landeskunde, Bad Godesberg 1971. → Online-Karte (PDF; 4,7 MB)
3. 1 2 3  Länge nach: Verzeichnis der Bach- und Flussgebiete in Bayern – Flussgebiet Isar bis Inn, Seite 93 des Bayerischen Landesamtes für Umwelt, Stand 2016 (PDF; 3,3 MB) (Seitenzahl kann sich ändern.)
4. 1 2 3  Einzugsgebiet nach: Verzeichnis der Bach- und Flussgebiete in Bayern – Flussgebiet Isar bis Inn, Seite 93 des Bayerischen Landesamtes für Umwelt, Stand 2016 (PDF; 3,3 MB) (Seitenzahl kann sich ändern.)
5. ↑  Toni Schuberl: Mittelalterliche Urkunde zum Fickenbach (kleine Ohe). In: Toni Schuberl (Hrsg.): Eginger Jahrbuch 2012. 2. Auflage. 2013, ISBN 978-3-941425-62-0 (toni-schuberl.de [PDF]).
6. ↑  Toni Schuberl: Die Kleine Ohe ist der „Ficknpach“. In: Toni Schuberl (Hrsg.): Eginger Jahrbuch 2009. 2004, ISBN 3-937438-14-9.
7. ↑  Gemeinde Tittling, Dreiburgensee
8. ↑  Toni Schuberl: Umwelttipp - Flussperlmuscheln. In: Toni Schuberl (Hrsg.): Eginger Jahrbuch 2009. 2004, ISBN 3-937438-14-9.
9. ↑  Fabian Bötzl, Toni Schuberl: Neufund des Edelkrebses Astacus astacus in der Kleinen Ohe bei Eging am See. In: Der Bayerische Wald. Band 24, 2011, ISSN 0724-2131.